# The Big Four: Live from Sofia, Bulgaria
The Big Four: Live from Sofia, Bulgaria es un álbum en vivo con actuaciones de Metallica, Slayer, Megadeth y Anthrax, los cuatro grandes del thrash metal estadounidense. El concierto tuvo lugar el 22 de junio de 2010 en el Festival Sonisphere en el Estadio Nacional Vasil Levski, Sofía, Bulgaria. Se exhibió en 450 salas de cine en los Estados Unidos y en más de 350 salas de cine en Europa, Canadá y América Latina el 22 de junio de 2010.
Las revisiones del DVD fueron en su mayoría favorables. Sitios web como AllMusic y About.com le dieron críticas positivas, aunque Blogcritics le dio al DVD una crítica mixta. El DVD alcanzó el número uno en las listas de los Estados Unidos, Reino Unido, Austria y Canadá, y también en otras tres listas. Fue certificado oro en Alemania, y proporcionó a Slayer su primera certificación de platino.

## Anthrax
DVD 1/CD 1

| N.º | Título                      | Escritor(es)                                                                                   | Duración |  |
| 1.  | «Caught in a Mosh»          | Joey Belladonna, Frank Bello, Charlie Benante, Scott Ian, Dan Spitz                            | 6:04     |  |
| 2.  | «Got the Time»              | Joe Jackson                                                                                    | 3:42     |  |
| 3.  | «Madhouse»                  | Belladonna, Bello, Benante, Ian, Spitz                                                         | 4:24     |  |
| 4.  | «Be All, End All»           | Belladonna, Bello, Benante, Ian, Spitz                                                         | 8:00     |  |
| 5.  | «Antisocial»                | Bernie Bonvoisin, Norbert Krief                                                                | 6:37     |  |
| 6.  | «Indians"/"Heaven and Hell» | Belladonna, Bello, Benante, Ian, Spitz/ Ronnie James Dio, Tony Iommi, Bill Ward, Geezer Butler | 10:10    |  |
| 7.  | «Medusa»                    | Belladonna, Bello, Benante, Ian, Spitz, Jon Zazula                                             | 5:53     |  |
| 8.  | «Only»                      | Bello, Benante, John Bush, Ian, Spitz                                                          | 6:46     |  |
| 9.  | «Metal Thrashing Mad»       | Benante, Ian, Dan Lilker, Spitz, Neil Turbin                                                   | 3:27     |  |
| 10. | «I Am the Law»              | Belladonna, Bello, Benante, Ian, Lilker, Spitz                                                 | 8:14     |  |

## Megadeth
DVD 1/CD 2

| N.º | Título                            | Escritor(es)                                        | Duración |  |
| 1.  | «Holy Wars... The Punishment Due» | Dave Mustaine                                       | 6:33     |  |
| 2.  | «Hangar 18»                       | Dave Mustaine                                       | 5:04     |  |
| 3.  | «Wake Up Dead»                    | Dave Mustaine                                       | 3:44     |  |
| 4.  | «Head Crusher»                    | Dave Mustaine, Shawn Drover                         | 3:18     |  |
| 5.  | «In My Darkest Hour»              | Dave Mustaine, David Ellefson                       | 5:26     |  |
| 6.  | «Skin o' My Teeth»                | Dave Mustaine                                       | 3:14     |  |
| 7.  | «À Tout le Monde»                 | Dave Mustaine, Ellefson, Nick Menza, Marty Friedman | 4:28     |  |
| 8.  | «Hook in Mouth»                   | Dave Mustaine, Ellefson                             | 4:39     |  |
| 9.  | «Trust»                           | Dave Mustaine, Friedman                             | 5:04     |  |
| 10. | «Sweating Bullets»                | Dave Mustaine                                       | 4:50     |  |
| 11. | «Symphony of Destruction»         | Dave Mustaine                                       | 4:15     |  |
| 12. | «Peace Sells"/"Holy Wars Reprise» | Dave Mustaine                                       | 10:22    |  |

## Slayer
DVD 1/CD 3

| N.º | Título                 | Escritor(es)             | Duración |  |
| 1.  | «World Painted Blood»  | Jeff Hanneman, Tom Araya | 6:26     |  |
| 2.  | «Jihad»                | Hanneman, Araya          | 4:31     |  |
| 3.  | «War Ensemble»         | Hanneman, Araya          | 5:09     |  |
| 4.  | «Hate Worldwide»       | Kerry King               | 3:11     |  |
| 5.  | «Seasons in the Abyss» | Hanneman, Araya          | 6:24     |  |
| 6.  | «Angel of Death»       | Hanneman                 | 5:34     |  |
| 7.  | «Beauty Through Order» | Hanneman, Araya          | 5:11     |  |
| 8.  | «Disciple»             | Hanneman, King           | 5:07     |  |
| 9.  | «Mandatory Suicide»    | Hanneman, Araya          | 4:14     |  |
| 10. | «Chemical Warfare»     | Hanneman, King           | 5:50     |  |
| 11. | «South of Heaven»      | Hanneman, Araya          | 4:30     |  |
| 12. | «Raining Blood»        | Hanneman, King           | 5:30     |  |

## Metallica
DVD 2/CD 4 & 5

| N.º | Título                                                    | Escritor(es)                                            | Duración |  |
| 1.  | «The Ecstasy of Gold/Creeping Death»                      | James Hetfield, Lars Ulrich, Cliff Burton, Kirk Hammett | 8:11     |  |
| 2.  | «For Whom the Bell Tolls»                                 | Hetfield, Ulrich, Burton                                | 4:29     |  |
| 3.  | «Fuel»                                                    | Hetfield, Ulrich, Hammett                               | 4:15     |  |
| 4.  | «Harvester of Sorrow»                                     | Hetfield, Ulrich                                        | 6:18     |  |
| 5.  | «Fade to Black»                                           | Hetfield, Ulrich, Burton, Hammett                       | 7:31     |  |
| 6.  | «That Was Just Your Life»                                 | Hetfield, Ulrich, Hammett, Robert Trujillo              | 6:53     |  |
| 7.  | «Cyanide»                                                 | Hetfield, Ulrich, Hammett, Trujillo                     | 7:16     |  |
| 8.  | «Sad but True»                                            | Hetfield, Ulrich                                        | 6:33     |  |
| 9.  | «Welcome Home (Sanitarium)»                               | Hetfield, Ulrich, Hammett                               | 6:14     |  |
| 10. | «All Nightmare Long»                                      | Hetfield, Ulrich, Hammett, Trujillo                     | 7:50     |  |
| 11. | «One»                                                     | Hetfield, Ulrich                                        | 8:34     |  |
| 12. | «Master of Puppets»                                       | Hetfield, Ulrich, Burton, Hammett                       | 8:06     |  |
| 13. | «Blackened»                                               | Hetfield, Ulrich, Jason Newsted                         | 7:58     |  |
| 14. | «Nothing Else Matters»                                    | Hetfield, Ulrich                                        | 5:56     |  |
| 15. | «Enter Sandman»                                           | Hetfield, Ulrich, Hammett                               | 11:08    |  |
| 16. | «Am I Evil?» (con miembros de Megadeth, Slayer y Anthrax) | Sean Harris, Brian Tatler                               | 6:05     |  |
| 17. | «Hit the Lights»                                          | Hetfield, Ulrich                                        | 5:25     |  |
| 18. | «Seek and Destroy»                                        | Hetfield, Ulrich                                        | 12:40    |  |

## Miembros
Anthrax
- Joey Belladonna – Voz
- Rob Caggiano – Guitarra líder, guitarra rítmica en Got The Time
- Scott Ian – Guitarra rítmica, coros, guitarra líder en Got The Time
- Frank Bello – Bajo, coros
- Charlie Benante – Batería

Megadeth
- Dave Mustaine – Voz, guitarra eléctrica
- Chris Broderick – Guitarra eléctrica, coros
- David Ellefson – Bajo, coros
- Shawn Drover – Batería

Slayer
- Tom Araya – Voz, Bajo
- Jeff Hanneman – Guitarra eléctrica
- Kerry King – Guitarra eléctrica
- Dave Lombardo – Batería

Metallica
- James Hetfield – Voz, guitarra rítmica, guitarra líder en Nothing Else Matters
- Kirk Hammett – Guitarra líder, coros, guitarra rítmica en Nothing Else Matters
- Robert Trujillo – Bajo, coros
- Lars Ulrich – Batería

- Datos: Q1088497